# Courtland (Missisipi)
Courtland – miasto w Stanach Zjednoczonych, w stanie Missisipi, w hrabstwie Panola.